# Auxentius (Cognomen)
Auxentius (von griechisch Auxantios (Αὐξήντιος); „wachsend“) ist ein römisches Cognomen, das als Signum entstand und vor allem in der Spätantike auftrat.

## Namensträger
- Flavius Olbius Auxentius Draucus, römischer Stadtpräfekt 441 und 445
- Fonteius Litorius Auxentius, römischer Stadtpräfekt unter Theodosius II. und Valentinian III., 5. Jahrhundert